# Johann Friedrich Immanuel Tafel
Johann Friedrich Immanuel Tafel (né le 17 février 1796 à Sulzbach-Laufen, en duché de Wurtemberg, mort le 29 août 1863 à Bad Ragaz, en Suisse) est un théologien protestant allemand.

## Biographie
Il est le fils aîné d'un pasteur du Wurtemberg Johann Friedrich Tafel et de son épouse Justina Christiana Beate Horn.
Il a trois frères qui se distinguent : Christian Friedrich August qui devient juriste (l'arrière-grand-père de Dietrich Bonhoeffer), Johann Friedrich Karl Leonhard Tafel (de) qui est religieux, Gottlob Tafel (de), avocat et démocrate au sein d'une Burschenschaft.
Johann Friedrich Immanuel fait une scolarité exemplaire à Stuttgart en vivant chez son oncle, un artisan. Influencé par le piétisme, il lit Johann Heinrich Jung-Stilling. En 1811, il devient greffier à Merklingen puis Leonberg. Il lit Gottfried Arnold et Emanuel Swedenborg. En 1817, il s'installe à Tübingen, où il étudie la théologie de 1819 à 1821. Ensuite il se consacre à traduire en allemand l'œuvre de Swedenborg. Une place de bibliothécaire à l'université lui donne accès à de nombreux livres. Il s'oppose au bibliothécaire en chef nommé en 1836, le professeur de droit Robert von Mohl. En 1847, il reçoit le titre de professeur de philosophie, après avoir occupé pendant longtemps un cours de philosophie à l'université.
Les adeptes de Tafel, membres de la nouvelle église de Swedenborg, constituent une communauté à Bad Cannstatt. Mais celle-ci se dissout après la mort brutale de Johann Friedrich Immanuel Tafel durant un séjour en cure en Suisse. Il était resté en correspondance avec Justinus Kerner et la mystique Friederike Hauffe. Tafel est considéré comme le fondateur de l'église swedenborgienne en Allemagne, en Suisse, en Angleterre et aux États-Unis. Gustav Werner (de) lui succède à la tête de la communauté primitive.